# Ovanåker (gemeente)
Ovanåker is een Zweedse gemeente in Hälsingland, ongeveer 25km ten westen van Bollnäs en 250km ten noorden van Stockholm. De gemeente behoort tot de provincie Gävleborgs län. Ze heeft een totale oppervlakte van 2028,4 km² en telde 11.711 inwoners in april 2019.
De grootste dorpskernen zijn Edsbyn en Alfta. Andere dorpen zijn o.a. Ovanåker, Viksjöfors en Runemo. Buiten de woonkernen bestaat de gemeente vooral uit bos en sedert juni 2019 maakt de westelijke helft deel uit van het door Unesco erkende biosfeergebied "Voxnadalen".
Ovanåker geniet bekendheid door de typisch bewerkte landhuizen "Hälsingegårdar", dewelke erkend zijn als werelderfgoed sedert 1 juli 2012.
Het noorden van de gemeente maakt deel uit van het jachtgebied van een roedel die in 2019 in het nieuws kwam als ongewoon grote roedel voor Scandinavische normen (12 wolven). Het zuiden wordt bestreken door een andere roedel. Aanvallen op honden komen (o.a. tijdens het jachtseizoen) voor (opgelet, harde beelden).
Verder leven er ook veel beren in het gebied. De Scandinavische bruine beer is, zo blijkt uit een document van "De 5 Stora", meer vredelievend dan soortgenoten uit andere werelddelen. Desalniettemin worden er schadegevallen geregistreerd.

## Plaatsen in de gemeente
- Edsbyn
- Alfta
- Roteberg
- Runemo
- Viksjöfors
- Ovanåker (plaats)
- Voxnabruk
- Ullungsfors
- Knåda
- Storsveden
- Näsbyn en deel Långhed
- Ämnebo